# أفرو أشتون
أفرو أشتون  أو أفرو 706 (بالإنجليزية: Avro Ashton) هي نموذج طائرة ركاب تجريبية، بريطانية. طورتها أفرو في الخمسينيات الميلادية. كان أول طيران لها في 1 سبتمبر 1950. صنع منها 6 طائرات. وعلى الرغم من أنها طارت بعد ما يقرب من عام من طيران دي هافيلاند كومت، إلا أنها كانت برنامجًا تجريبيًّا لم يهدف للاستخدام التجاري.